# Week-end dingue à La Havane
Week-end dingue à La Havane est le septième épisode de la vingt-huitième saison de la série télévisée Les Simpson et le 603e épisode de la série. Il est sorti en première sur le réseau Fox le 13 novembre 2016.

## Synopsis
Alors que la famille Simpson regarde une émission de télé-réalité sur de nouveaux entrepreneurs qui présentent des projets à financer par de riches magnats, Homer s'aperçoit que son père est sujet à de fréquentes fuites urinaires et décide d'y remédier. Malheureusement, les soins aux États-Unis sont très coûteux et le personnel médical manque, au point que même l'hôpital militaire des Anciens combattants américains admet ne pouvoir soigner Abraham qu'après délai long de... plusieurs dizaines d'années ! Suivant les conseils d'un ancien soldat, toute la famille s'envole pour La Havane afin qu'Abraham puisse bénéficier de soins moins onéreux. 
Ce voyage est un bienfait pour le doyen de la famille : une fois à Cuba, Abraham multiplie les rencontres inattendues et retrouve vigueur et santé, au point de ne plus vouloir rentrer à Springfield. Homer et sa famille vont tenter de le raisonner...

## Réception
Lors de sa première diffusion l'épisode a attiré 7,1 millions de téléspectateurs.